# 談話室滝沢
談話室滝沢（だんわしつたきざわ）は、日本にかつて存在した喫茶店。東京都に4店舗を構えていた。

## 歴史
1966年に1号店がオープン。コーヒー・紅茶などの飲み物は一律1,000円（ただし、ケーキ類のデザートをセットすると総額1,100 - 1,200円程度でセットメニューになった）と割高であったが、マスコミ・出版業界を中心に利用者は多く、主に被取材者へのインタビューなどに利用されていた。接客態度を重視する姿勢から、ウェイトレスは全て正社員で、全寮制の社員寮に入れて接客教育を行っていた。
しかし、従業員の確保が困難になったことから社員寮を廃止し、ウェイトレスの約8割がアルバイトになっていたこともあり、サービスの質を保つのが困難になったため、閉店することになり、2005年3月31日午後9時50分を持って全店を閉店した。新宿東口店と池袋東口店の跡地には「椿屋珈琲店」（東和フードサービス直営）が入居している。
なお、最終日前日当日の売り上げは災害復興支援として日本赤十字社に寄付された。

## 店舗所在地
- 新宿駅前店・別館・東口
- 新宿駅西口駅前店
- 池袋駅東口店・西口店・西口別館（西口店は他店より数年前に閉店）
- 御茶ノ水駅